# Список правителей Бретани
Список суверенов Бретани — средневекового феодального государства, образованного на полуострове Арморика бриттами, которые были вытеснены из Британии англосаксами.
Правители Бретани в разное время именовались «князьями», королями, затем герцогами, графами и, наконец, снова герцогами Бретани и пэрами Франции.
В раннем средневековье существовал ряд бретонских королевств и феодальных владений, которые были объединены под властью Номиноэ.

## Короли (вожди) Бретани
- Жарнитин (814—818)[2]
- Морван (818)[2]
- Виомарк (822—825)[2]

## Первый герцог Бретани
- 845—851: Номиноэ

## Короли Бретани
- 851—857: Эриспоэ, признан королём в 851 году Карлом Лысым, сын предыдущего.
- 857—874: Саломон (на бретонском Salaun), признан королём в 868 году, сын Риваллона III, графа де Поэр, и сестры Номиноэ.

В 874 году Саломон был убит Паскветеном, графом Ванна и Гурваном, графом Ренна и между ними в 874—876 годах разгорелась борьба за власть. В 876—888 годах в борьбу за власть включаются наследники предыдущих: Ален Великий, граф Ванна и Юдикаэль, князь Поэра.
- 888—907: Ален I Великий, единоличный король с около 888 года.
- 908—913: Гурмаэлон, граф Корнуэльский в 907 и принц-регент в 908.

## Под властью норманнов
В 913—931 годах Бретань занимают норманны под предводительством Рагенольда (Рогнвальда), Фелекана и Инкона. В 931 году Ален Кривая Борода и Юдикаэль Беранже, граф де Ренн пытаются освободить Бретань, но без успеха.
В 931—937 годы Вильгельм Длинный Меч, герцог Нормандии, завоёвывает области Котентен и Авраншен и берёт титул герцога Бретонского.

## Герцоги Бретани
Нантский дом
- 937—952: Ален II Кривая Борода (910—952), герцог Бретани, внук по материнской линии Алена I Великого.
- 952— ок. 958: Дрого (Дрё), герцог Бретани под регентством своего дяди графа Блуа Тибо Плута, который поручает административное управление архиепископу Доля Викоэну, а также графа Ренна Юдикаэля (Юэля) Беранже и графа Анжуйского Фулька Доброго (супруга вдовы Алена II). Сын Алена II и Аделаиды де Блуа, сестры Тибо Плута.
- 958—981: Хоэль I, герцог Бретани и граф Нанта. Внебрачный сын Алена II.
- 981—988: Гуэреш, герцог Бретани, граф Нанта и епископ Нанта. Внебрачный сын Алена II.
- 988—990: Ален (III), герцог Бретани и граф Нанта, сын предыдущего.

Реннский дом
- 980—992: Конан I Кривой, герцог Бретани и граф Ренна.
- 992—1008: Жоффруа I.
- 1008—1012: Гавиза Нормандская, жена предыдущего, вдовствующая герцогиня и регентша герцогства Бретонского в период малолетства своего сына Алена III.
- 1008—1040: Ален III, сын Жоффруа I и Гавизы Нормандской.
- 1040—1047: Эон I де Пентьевр, регент герцогства Бретонского в период малолетства своего племянника Конана II.
- 1040—1066: Конан II, сын Алена III и Берты де Блуа, дочери графа Эда II де Блуа.

Корнуайский дом
- 1066—1084: Хоэль II Корнуайский, муж Гавизы, дочери Алена III и сестры Конана II. Герцог Бретани, граф Корнуая и Нанта.
- 1084—1112: Ален IV Безупречный, сын предыдущих.
- 1112—1148: Конан III Толстый, сын предыдущего.

Конан III лишает наследства своего сына Хоэля III и назначает своим преемником своего внука Конана IV под регентством своего зятя Эда (Эона) де Пороэт. Хоэль III оспаривает права на герцогство Бретонское у Конана IV и последний был вынужден укрыться в Англии. В 1156 году король Генрих II Английский вновь водворяет на престол герцогства Бретонского Конана IV.
- 1148—1148: Хоэль III, герцог (претендент) Бретани, затем только граф Нанта до 1156 года.
- 1148—1156: Эд II де Пороэт, граф де Пороэт из рода Роганов, герцог-регент герцогства Бретонского от имени своей жены герцогини Берты Бретонской, дочери Конана III.

Дом де Пентьевр
- 1156—1166: Конан IV, герцог Бретани. Как сын своего отца Алена Чёрного, графа де Ришмон, наследует его титул и становится первым герцогом Бретонским, носящим титул графа де Ришмон (граф Ричмонд, в Англии).
- 1166—1181: Констанция, герцогиня Бретонская и графиня де Ришмон, дочь Конана IV и Маргариты, внучки короля Давида I Святого Шотландского. Вынуждена была выйти замуж за сына короля Генрих II Английского, Жоффруа II Плантагенета. Затем была ещё дважды замужем за Ранульфом де Блондевиль, графом Честера и Ги де Туаром. Мать герцога Артура I и герцогини Аликс.

Династия Плантагенетов
- 1181—1186: Жоффруа II, герцог Бретонский и граф де Ришмон по своей жене герцогини Констанции, сын короля Генриха II Английского.
- 1186—1201: Констанция, герцогиня Бретонская и графиня де Ришмон, затем регентша герцогства в период малолетства своего сына Артура I.

Между 1196 и 1198 годами король Англии Ричард Львиное Сердце захватывает Бретань и пленяет герцогиню Констанцию. Юный герцог Артур в сопровождении епископа Ваннского отправляется ко двору короля Филиппа Августа просить защиты и освобождения матери.
- 1201—1203: Артур I, сын Жоффруа II и Констанции.

Дом де Туар
- 1203—1213: Ги де Туар, опекун герцогства Бретонского в период малолетства своей дочери Аликс, третий супруг герцогини Констанции.

Между 1206 и 1207 годами король Филипп Август Французский отнимает административное управление Бретанью у Ги де Туара и присваивывает себе герцогские функции, но затем возвращает их.
- 1213—1221: Аликс, герцогиня Бретонская, невеста Генриха II, графа де Пентьевра, затем жена Пьера де Дрё.

Дом де Дрё (Капетинги)
- 1213—1237: Пьер I Моклерк (1191—1250), граф де Дрё, правитель герцогства Бретонского, сначала как соправитель своей жены Аликс, а затем как регент при своём сыне Жане I Рыжем в период его малолетства. Происходил из младшей линии Капетингского дома.
- 1237—1286: Жан I Рыжий (1217—1286), герцог Бретонский.
- 1286—1305: Жан II (1240—1305), 1-й герцог и пэр Франции с сентября 1297 года.
- 1305—1312: Артур II (1262—1312), герцог Бретонский.
- 1312—1341: Жан III Добрый (1286—1341), герцог Бретонский.

Война за Бретонское наследство
| - 1341—1365: Жанна де Пентьевр, графиня де Пентьевр и её супруг Карл I Блаженный (1319—1364) | - 1341—1365: Жанна де Пентьевр, графиня де Пентьевр и её супруг Карл I Блаженный (1319—1364) | - 1341—1365: Жанна де Пентьевр, графиня де Пентьевр и её супруг Карл I Блаженный (1319—1364) |  | - 1341—1345: Жан (IV) (1294—1345), граф де Монфор-л’Амори - 1345—1399: Жан IV (V), граф де Монфор-л’Амори | - 1341—1345: Жан (IV) (1294—1345), граф де Монфор-л’Амори - 1345—1399: Жан IV (V), граф де Монфор-л’Амори |

Война разгорелась между Жанной де Пентьевр, представленной своим мужем Карлом де Блуа, и её дядей Жаном де Монфором, а позже сыном последнего, будущим Жаном IV. В 1365 году Жанна де Пентьевр по договору в Геранде отказалась от прав на герцогство Бретань в пользу Жана IV.
Дом де Монфор (Капетинги)
- 1364—1399: Жан IV (V) Храбрый или Завоеватель (ок. 1340—1399), также граф де Монфор-л'Амори.
- 1399—1442: Жан V (VI) Мудрый (1389—1442), также граф де Монфор-л’Амори.
- 1442—1450: Франциск I Любимый (1414—1450), также граф де Монфор-л’Амори.

- 1450—1457: Пьер II Простой (1418—1457), также граф де Генган.
- 1457—1458: Артур III Заступник (1393—1457), также известен как Коннетабль де Ришмон, также граф де Ришмон, коннетабль Франции.
- 1458—1488: Франциск II (1435—1488), также граф д'Этамп.
- 1488—1514: Анна Бретонская (1477—1514), также королева Римлян и эрцгерцогиня Австрийская по браку с Максимилианом Габсбургом; затем королева Франции, Сицилии и Иерусалима по браку с Карлом VIII; затем королева Франции и герцогиня Милана по браку с Людовиком XII.

Орлеанская линия дома Валуа (Капетинги)
- 1514—1524: Клод Французская (1499—1524), также королева Франции, герцогиня Милана, графиня Суассона, Блуа, Куси, Этампа и Монфора.

Ангулемская линия дома Валуа (Капетинги)
- 1514—1524: Франциск III (1494—1547), также король Франции.
- 1524—1536: Франциск IV (1518—1536), дофин Франции, старший сын короля Франциска I и Клод Французской. Его отец, король Франциск I, отдал ему герцогство на правах узуфруктуария.
- 1536—1559: Генрих (1519—1559), дофин Франции, младший сын короля Франциска I и Клод Французской. Титуловался герцогом Бретонским, хотя не был коронован в Ренне. В 1547 году взошёл на престол Франции под именем Генриха II.
- 1544—1559: Франциск V (1544—1560), титулярный герцог Бретонский, также король Франции.

После эдикта об объединении Бретани с Францией в 1532 году, жители Нанта, принимая в своём городе французского монарха, кричали: «Да здравствует Герцог!».

## Оммаж
Начиная с герцога Жоффруа II, герцоги Бретонские приносили оммаж королю Франции (иногда перенесенному на короля Англии) за свой лен, герцогство Бретань. После герцога Жана IV, герцоги Бретонские стали приносить простой оммаж, несмотря на неоднократные вызовы ко двору Франции.
Кроме того, герцоги Бретонские приносили оммаж за другие земли, которыми владели:
- королю Англии — за графство Ришмон/Ричмонд (см. Графы Ричмонд);
- королю Франции:
  - за виконтство Лимож (герцоги Артур II и Карл де Блуа);
  - за графство Монфор-л’Амори (после герцога Жана IV).

## Претенденты на трон герцогства Бретонского
- 1420: Оливье де Блуа-Бретань (ум. 1434), граф де Пентьевр, сын Жана де Блуа и Маргариты де Клиссон; внук герцогини Жанны (Жанна де Пентьевр) и Карла де Блуа.
- 1488…: Карл VIII, король Франции. В 1480 году его отец, король Людовик XI, купил за 50 тысяч ливров династические права на герцогство Бретань у Николь де Блуа-Бретань, графини де Пентьевр, которая была наследницей предыдущего.
- 1488…: Жан II, виконт де Роган, по браку с Марией Бретонской, дочерью герцога Франциска I. Несмотря на договор в Геранде, который исключал женщин из наследования при наличии мужских представителей рода, Жан II де Роган претендовал на трон герцогства, пока король Карл VIII не запретил ему этого.
- 1488…: Жан де Шалон (1443—1502), принц Оранский. Как сын Екатерины Бретонской, родной сестры последнего герцога Франциска II, его права на герцогство Бретонское, согласно бретонским законам, выглядели самыми предпочтительными. Тем не менее, Жан де Шалон официально не предъявлял претензии на корону герцогства Бретань и отказался от своих прав в пользу Карла VIII.
- 1590—1598: Изабелла (1566—1633), инфанта Испанская. Старшая дочь короля Филиппа II Испанского и Елизаветы Валуа, принцессы Французской (старшей дочери Генриха II), унаследовала права на престол герцогства Бретонского. Отказываясь признавать эдикт об объединении Бретани и Франции (1532), Филипп II отправил войска в Бретань, чтобы поддержать права своей «герцогини Изабеллы».
- 1590—1598: Филипп-Эммануэль Лотарингский (1558—1602), герцог де Меркёр, губернатор Бретани и супруг Марии Люксембургской, графини де Пентьевр (претендент по факту).

## Титулярные герцоги Бретонские
- 1704—1705: Людовик I Французский (1704—1705), правнук короля Людовика XIV. Получил титул герцога Бретонского при рождении от своего прадеда, прожил всего 9 месяцев.
- 1707—1712: Людовик II Французский (1707—1712), брат предыдущего. Получил титул герцога Бретонского при рождении от своего прадеда, затем после смерти своего отца, Людовика (1682—1712), стал дофином Франции.
- 1973—1984: Франциск VI де Бурбон (1972—1984), наследник трона Франции, сын Альфонсо де Бурбона, «герцога Анжуйского и Кадиксского», претендента на трон Франции. Получил титул герцога Бретонского от своего деда, Хайме Энрике де Бурбона 13 октября 1973 года. После смерти деда в 1975 году, Франциско получил титул «герцога де Бурбона». Погиб.